# Zhang Jialong
Zhang Jialong (chinesisch: 张贾龙, traditionelles Chinesisch: 張賈龍; Pinyin: Zhɑ̄ng Jiɑ̌lóng; * 22. Mai 1988 in Guiyang, Provinz Guizhou) ist chinesischer Journalist, Blogger und ehemaliger Redakteur von Tencent Holdings Ltd.
Er absolvierte an der Universität der Inneren Mongolei im Jahr 2010. Sein Hauptfach war Geschichte, dabei stieß er unerwartet auf seinen ersten Arbeitsplatz und wurde Journalist.
Zhang berichtete für das Wirtschafts- und Finanznachrichtenmagazin Caijing über die Zerstörung der Werkstatt des Künstlers Ai Weiwei in Shanghai. Des Weiteren über Zhao Lianhai, ein Vater, dessen Sohn eines der Opfer des von Melamin-verdorbenem Milchersatzes war sowie über andere Rechtsverteidiger.

## Festgenommen, verhört und wegen Twittern eingesperrt
Im April 2011 wurde Zhang Jialong von der Pekinger Polizei 24 Stunden verhört und seine Wohnung durchsucht, weil er auf Twitter die Kurznachricht: „Heute sagte ein Taxifahrer, dass zwei Drittel der Taxifahrer in Peking während der Feiertage des ersten Mai in einen Streik gehen werden“. Daraufhin wurde Zhang zehn Tage unter Verwaltungshaft gestellt, weil er „falsche Informationen auf einer ausländischen Website (Twitter) veröffentlicht hatte, die 37 Mal erneut getwittert wurde und dadurch die soziale Ordnung gestört hätte“.
Der Vorfall wurde von der Verbrechensaufdeckungsgruppe der öffentlichen Verkehrsmitteleinheit des öffentlichen kommunalen Sicherheitsamtes in Peking als „bedeutender, besonders sensibler Fall“ aufgeführt. Die Pekinger Polizei nannte Zhang ein „gefährliches Element“, das „im Internet einen Streik anzettelte“ und „versuchte Störungen zu provozieren, um der öffentlichen Verkehrsordnung der Hauptstadt zu schaden“.

## Besprechung mit ehemaligem US-Außenminister in China
Zhang Jialong wurde am 15. Februar 2014, als einer von vier chinesischen Bloggern, zu einem Treffen mit dem damaligen Außenminister der Vereinigten Staaten John Kerry, während dessen China-Besuch, eingeladen.
Bei dieser 40 Minuten langen Besprechung fragte Zhang den Außenminister: „Werden Sie mit Chinesen zusammenkommen, die nach Freiheit streben?“, und dabei helfen „diese Great Firewall of China zu zerstören, die das Internet blockiert?“ Außerdem bat Zhang Kerry, dass er Berichte überprüfen solle, die erwähnten, dass amerikanische Unternehmen der chinesischen Regierung geholfen haben sollen, Maßnahmen einzuführen, mit denen die Regierung kontrollieren könne, auf welche Webseiten chinesische Bürger zugreifen dürfen.
Zhang erwähnte, dass sich die Situation für politische und Menschenrechtsaktivisten nicht verbessert hätte, er sich um „Gewissensgefangene“ Sorgen mache, insbesondere um Xu Zhiyong, einen Menschenrechtsaktivisten, der im vergangenen Monat zu vier Jahren Gefängnis verurteilt worden war. Ebenso sorgte er sich um Liu Xiaobo, einen Schriftsteller und Aktivisten, der nach der Anklage „Aufstachelung zur Subversion der Staatsmacht“ eingesperrt worden war. Während Liu im Gefängnis eingesperrt war, wurde er mit dem Friedensnobelpreis 2010 ausgezeichnet.
Zhang wollte wissen, ob Kerry Liu Xia, die Ehefrau von Liu Xiaobo, besuchen würde, die seit dem Nobelpreisgewinn ihres Mannes unter Hausarrest stand und die, so wie er gehört hatte, krank sei. Der Außenminister meinte, dass die Frage der chinesischen politischen Gefangenen jedes Mal, wenn er mit den chinesischen Beamten zusammenkam, aufgeworfen wurde. Kerry antwortete nicht direkt auf diesen Appell, stellte aber fest, dass er nur eineinhalb Tage in China wäre.
Am 16. Februar befahlen die chinesischen Propaganda-Behörden, dass alle Webportalberichte über „das Zusammentreffen der vier großen chinesischen Sozialmedien, (genannt die großen Vs), mit dem US-Außenminister, um über ‚Internet-Freiheit‘ zu sprechen“, gelöscht werden.

## Kritisiert wegen Forderung für Internetfreiheit
Mittlerweile wurde Zhang Jialongs Name ein sensibles Wort auf Tencent Weibo, einem chinesischen Mikroblogging-Dienst von Tencent. Obwohl er sich noch in seinem Weibo-Account anmelden und Beiträge bringen konnte, ergab die Suche nach seinem Namen folgendes Ergebnis: „Suchergebnis kann nicht angezeigt werden, gemäß relevanten Gesetzen, Vorschriften und Richtlinien.“
Am 17. Februar 2014 veröffentlichte die Global Times einen Leitartikel mit dem Titel „Asking the US Secretary of State for ’Freedom’ Was a Pretty Cute Show“ (Den US-Außenminister nach ‚Freiheit‘ zu fragen, war eine nette hübsche Show). Der Artikel kritisierte Zhang, (ohne dessen Namen zu nennen) und den Appell, den er gegenüber dem US-Außenminister wegen chinesischer Internetfreiheit machte, und nannte ihn einen Dissidenten. Bekannt für das Anspornen nationalistischer Stimmung, ist die Global Times ein Ableger der Volkszeitung Renmin Ribao (People’s Daily), das Sprachrohr der kommunistischen Partei.

## Entlassen wegen Veröffentlichung eines Artikels
Am 19. Februar 2014 schrieb Zhang auf Einladung der Foreign-Policy-Website einen Artikel, in dem er alles darlegte, was er Herrn Kerry gerne sagen möchte: „Seit 1949 berauben die chinesischen Diktatoren ihren Bürgern die Freiheit und zwingen die Bürger des Landes in Angst zu leben. Die Menschen in China sind noch immer nicht in der Lage, freien Zugang zum World-Wide-Web zu haben. Seit vielen Jahren vergossen nach Freiheit strebende Chinesen ihr Blut und ihren Schweiß. Die chinesischen Menschen werden weiterhin versuchen, jede Mauer, die von ihrer diktatorischen Regierung errichtet wird, herunterzureißen. Doch wenn die Vereinigten Staaten ihnen bei ihren Bemühungen helfen könnten, die berüchtigte Great Firewall Chinas zu zerstören, das würde China helfen, die Internet-Freiheit rascher zu realisieren.“ Er forderte die USA auf, Visa-Sanktionen gegen diejenigen einzuführen, die dazu beigetragen hatten die Great Firewall zu erschaffen, wie Fang Binxing, der Vater der Great Firewall.
Am 20. Mai benachrichtigte der Abteilungsleiter von Tencent Zhang, dass er zur Disposition gestellt wurde, weil er zum einen bei seinem Treffen mit dem US-Außenminister John Kerry radikale Ausdrücke zitiert hatte und zum anderen aufgrund Propagandarichtlinien, die er online veröffentlicht hatte. Ihm wurde gesagt, dass er eine endgültige Entscheidung erhalten würde, nachdem Tencent sich mit den Propaganda-Behörden abgestimmt hätte. Am 23. Mai benachrichtigte ihn die Personalabteilung von Tencent, dass sein Arbeitsvertrags gekündigt wurde, weil er „Geschäftsgeheimnisse und andere vertrauliche sowie sensible Informationen durchsickern ließ“.

## US-Außenministerium besorgt über Bloggers Entlassung
Am 30. Mai 2014 äußerte die USA tiefe Besorgnis darüber, dass ein chinesischer Blogger gefeuert worden war, der mit dem Außenminister John Kerry gesprochen hatte. Die USA wurde aufgefordert, die Internetbeschränkungen Chinas infrage zu stellen. Das Außenministerium sagte, es wäre sehr beunruhigend, wenn ein privater Angestellter gefeuert wird, weil er seine Ansichten öffentlich mitteilte. Die USA äußerten auch Besorgnis über Chinas „fortwährende Niederschlagung“ freier Rede.